# Dialog
Dialog (řecky dialogos, od slovesa dialegomai, rozvažovat, rozmlouvat) je rozhovor dvou nebo více osob, který může vést k nalezení společného stanoviska. Dialog může znamenat také „rozhovor“ fiktivní, psaný, a tedy literární formu, např. v divadle nebo v románu. V současné filosofii se někdy užívá v přeneseném smyslu pro hledání smyslu nebo pravdy skrze řeč a rozhovor (řec. dia, skrze a logos, slovo). Protikladem dialogu je monolog (z řec. monos, jeden). Odlišnost dialogu a monologu je v míře připravenosti. Ve sféře monologů převládají dopředu připravené projevy, s výjimkou improvizovaných monologů. Dialogy jsou naopak spontánní a nepředvídatelné. Rozhovor více než dvou osob se někdy označuje termínem polylog.

## Význam dialogu
Filosofický význam dialogu plyne z pochopení a uznání, že člověk se může mýlit nebo zastávat jednostranné stanovisko a že mu tedy může pomoci setkání s názorem druhého a druhých. Setkávání a střetání názorů může vést k lepšímu, pravdě bližšímu názoru než měli účastníci před setkáním. Tento důležitý náhled se někdy dokládá doslovnějším (i když etymologicky nepřesným) výkladem řeckého slova dialogos jako dia-logos čili „skrze řeč“ nebo „prostřednictvím řeči“.
Aby rozhovor mohl vést k vytvoření společného výchozího stanoviska, k lepšímu nebo hlubšímu poznání, musí jeho účastníci splňovat jisté podmínky:
1. musí mít vlastní názor, který jsou schopni zdůvodnit, případně i podložit konkrétními příklady;
2. musí být schopni tento názor jasně, srozumitelně a pokud možno stručně vyslovit;
3. musí být ochotni poslouchat i názory a argumenty druhých a
4. případně se jimi i nechat přesvědčit.

Zejména tato poslední podmínka je náročná a vyžaduje od všech účastníků odvahu nechat si vlastní názor zpochybnit. Proto se jako dialog označuje jen takový rozhovor, při němž jsou tyto podmínky splněny. Naopak třeba „mlžení“, snaha ovlivnit partnery jinými prostředky, překřikování nebo skákání do řeči tyto podmínky porušují a rozhovor zůstává několika monology, takže nemůže nic přinést.

## Typy dialogů

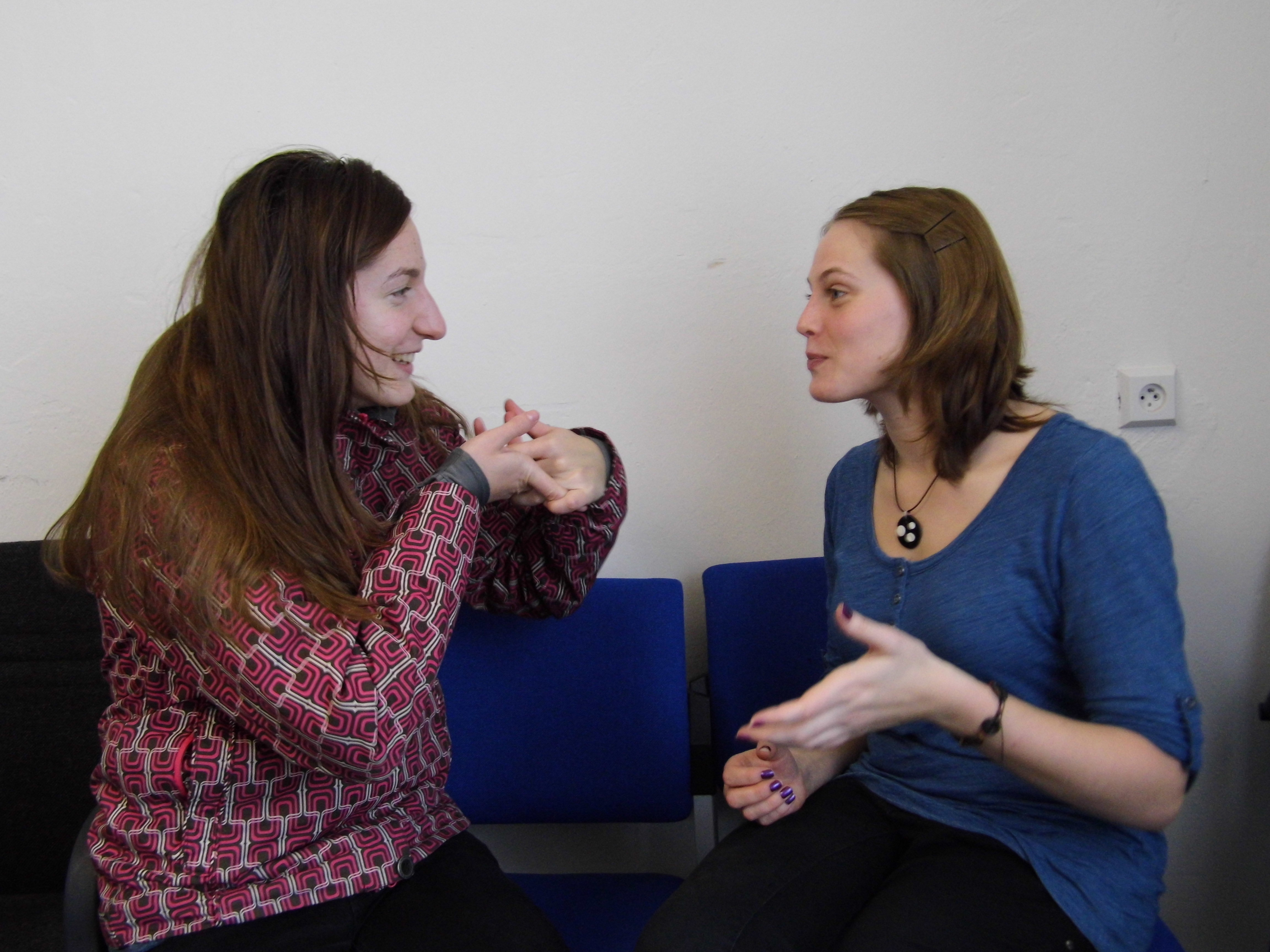
Dialog „face to face“

Existuje několik typů dialogů. Základní odborné typologie dialogů jsou:

### 1.	Typy dialogů podle charakteristických vlastností
Můžeme rozlišit dialogy podle počtů účastníků, cíle dialogu, existují také rozdíly mezi soukromými či veřejnými, řízenými či spontánní dialogy. Dialog dvou osob je komunikací „face to face“, při níž dochází ke střídání pozic mluvčího a posluchače. Avšak jeden z dvou účastníků podobného dialogu může být buď pasivní, nebo naopak v dialogu dominovat (záleží na jeho intelektuálních či fyzických schopnostech). V rozhovoru více než tří osob může dojít k dočasnému přerušení poslechu jednoho z účastníků rozhovoru a dialogy se začnou křížit (dochází k více dialogům najednou). Dialogy řízené (předem domluvené na tématu a pravomocích konkrétních účastníků) jsou nejčastěji účelové (cílené) – mají za cíl dojít ke konkrétním závěrům. Spontánní dialogy mají nejčastěji neurčité cíle a formují se na základě vznikajících situací. Záleží také na tom, komu je dialog určen; soukromý dialog je důvěrný, veřejný dialog je určen velkému okruhu posluchačů. Příkladem veřejného dialogu je televizní rozhovor představitelů dvou politických stran.

### 2.	Typy dialogů podle situací
Dialogy v pracovním prostředí, mimopracovní rozhovory, rozhovory při nakupování, rozhovory při poskytování služeb, rozhovory v extrémních situacích atd.

### Institucionální dialog
Vychází z přirozeného dialogu, ale je řízen institucionálními pravidly. Většinou probíhá v budově instituce anebo s osobami, o kterých je známo, že jsou členem instituce. Jedná se o rozhovor s lékařem, na úřadu, na soudě, na univerzitě či v jiné škole atp.
Rámec institucionálního dialogu se určuje, když:
1. se vyjednávají role a identity v dialogu, který se uskuteční;
2. když je zúčastněným osobám jasná sociální struktura;
3. když jsou zúčastněným známy jejich role v konkrétní situaci u nastalého institucionálního dialogu.

## Historie
Dialog jako střídavá řeč několika postav je charakteristická forma divadelních her už od antické tragédie. Zakladatelem západní tradice filosofického dialogu je nepochybně Sókratés, jak jej známe z Platónových dialogů. V Sedmém listu Platón dokonce říká, že o filosofii nikdy nenapíše jiný spis, protože to není možné. V některých Platónových dialozích Sókratés hovoří s lidmi, kteří jsou přesvědčeni, že nějaké věci dobře rozumějí, a v rozhovoru jim ukáže, že se mýlí (např. Ión, Euthydémos). V jiných naopak hlavní postava (Sókratés) vykládá své názory a jeho společníci k nim spíše jen přizvukují (např. Zákony). Nicméně i zde účastníci „prostřednictvím řeči“ dospívají k lepšímu poznání věci. Formu dialogu pak používal také Cicero, svatý Augustin, Mikuláš Kusánský, Galileo Galilei, George Berkeley a mnoho dalších.

## Dialog v moderní filosofii
V novém, speciálnějším významu se k dialogu obrátil Martin Buber, který v něm viděl vyjádření vztahu. Smyslem dialogu zde není jen intelektuální prospěch, nýbrž především zásadní uznání druhého jako člověka a partnera. Buberův názor ještě radikálněji rozvinul Emmanuel Lévinas, pro něhož je řeč, „ochota a schopnost k rozhovoru“ podmínkou míru. Lévinas dokonce soudí, že v „setkání s tváří druhého“ uznávám, že druhý „vždy přesahuje moji představu o něm“; tomu je ovšem třeba rozumět tak, že stejně vidí „druhého“ oba.
Poněkud jiné pojetí rozhovoru jako svobodného vyjednávání a hledání kompromisů, zejména ve veřejných záležitostech, představuje diskurzivní etika K. O. Apela a J. Habermase.

## Dialog jako metafora
Dialog ve smyslu setkání partnerů, kteří se navzájem respektují a uznávají, hraje v moderní společnosti stále větší roli. Hovoří se o dialogu mezi národy a kulturami, mezi náboženstvími nebo mezi náboženstvím a vědou. Důraz je na tom, že se nejedná o setkání polemická, nýbrž o vyjasňování stanovisek s účelem lepšího vzájemného pochopení atd. Na rozdíl od pouhé tolerance, která může znamenat lhostejnost, je dialog i zde výrazem zájmu o druhého a o jeho názory či postoje.
Pokud se výchova přirovnává k dialogu, je důraz na obousměrné komunikaci a vzájemném uznání.

## Dialog z hlediska lingvistiky
Analýza dialogu není samostatnou vědní disciplínou, nýbrž odvětvím lingvistiky. Předchůdci analýzy dialogu byli ruští vědci Lev Petrovič Jakubinský a Michail Michajlovič Bachtin, kteří se poprvé pokusili o vymezení přístupů k výzkumu dialogu. Jakubinský ve své stati O dialogičeskoj reči (1923) uvedl, že dialogickou komunikaci lze považovat za původní. Monolog je podle něj tedy sekundární struktura vycházející svými kořeny z principů dialogu. Bachtin zase vymezil důležitý pojem Já–ostatní (poznání sebe sama přes vztah k jiným lidem, s pomocí dialogu). Mimo jiné se po celou dobu své vědecké práce věnoval dialogu literárnímu, lépe řečeno dialogu literárních postav.
Mezi české předchůdce analýzy dialogu patřil literární estetik a literární teoretik Jan Mukařovský. Mukařovský se pokusil o typologii dialogu a rozlišil pojmy „dialog osobní“, „dialog předmětný“ a „dialog konverzační“. Osobní dialog nabízí často dichotomie typu já-ty, vzniká v kontextu intimnějším než dialog předmětný, vede také častěji ke sporům (střetům mezi vysilatelem a příjemcem informace). Předmětný neboli situační dialog je pak spíše neosobním typem sdílení, často se vyskytujícím v prostředí pracovním. Dialog konverzační, tedy KONVERZACI, vyděluje jako specifický typ a ve svém díle mu přisuzuje popis „kulturní výboj“. Jedná se o mluvení pro zábavu, bez vážnější motivace.
Jeden z prvních a nejvýznamnějších projektů zaměřených na analýzu dialogu mapujeme na území Německa, konkrétně ve městě Freiburgu. Vědci Hugo Steger, Gerd Schank a Johannes Schwitalla vypracovali popis principů komunikačních událostí. Zabývali se také otázkami stereotypizace, předpokládatelnosti naplnění dialogických akcí, snažili se o jakousi typizaci. Analýze dialogu je aktuálně zasvěcena činnost Mezinárodní společnosti pro analýzu dialogu jakožto sdružení, které pořádá pravidelné konference.
Existuje celá řada odvětví, která spadají do analýzy dialogu. Jedním z nich je tzv. konverzační analýza. Opírá se o výzkum běžných hovorů, tedy mluvených textů, které zaznamenává pomocí moderní techniky. Následně dochází k přepisům a analýze komunikačních akcí. Zkoumají se nejrůznější rysy projevů a zákonitostí dialogu – verbální i neverbální vyjadřování, intonace, gesta, zpětná vazba (reakce na vyjádření), pauzy v řeči, přerušování toku komunikace, specifika výslovnosti, fyziologické šumy např. koktání. Konverzační analýzu zajímá například i organizace a náplň replik, tematické změny v hovoru a jejich příčiny a následky atd. Jako první se konverzační analýzou zabývali američtí vědci Emanuel A. Schegloff, Harvey Sacks a Gail Jeffersonová, z německých vědců pak Werner Kallmeyer.
Dalším odvětvím analýzy dialogu je analýza diskurzu. Analýza diskurzu se zabývá systémem uspořádání dialogu, klasifikací jednotek interakce v dialogu a jejich logickou návazností, především také samotnou hierarchií a posloupností dialogu. Zakladateli analýzy diskurzu se stali britští vědci Malcolm Coulthard a John Sinclair. Nejprve stanovili principy dialogického průběhu u typu „vyučovací hodina ve škole“, posléze svou pozornost přesunuli i do mimoškolního prostředí. U dialogických akcí ve školním prostředí dokázali rozpracovat precizní typologii jednotek dialogu a stanovit jejich lexikální a gramatické významy.
Do oblasti analýzy dialogu patří i pomezní lingvistické disciplíny jako antropolingvistika a etnolingvistika. Tyto směry se zaměřují především na specifické zvukové a další neverbální vlastnosti dialogů. Výzkum je často prováděn v prostředí tzv. exotickém, případně na materiálu podobně charakterizovatelných jazyků. Roli hraje také etnicita mluvčích, interkulturní rozdíly apod.